# Tom Moses
Pour les articles homonymes, voir Moses.
Thomas "Tom" Moses, né le 3 mai 1992 à Oakworth, est un coureur cycliste britannique professionnel entre 2013 et 2019.

## Biographie
En août 2018, il termine onzième du Grand Prix des Marbriers à Bellignies.

## Palmarès sur route

### Par année
- 2011[2]
  - 3e du Jock Wadley Memorial
- 2014
  - 1re étape du Tour de Normandie
  - East Midlands International Cicle Classic
- 2015
  - 2e du Ryedale Grand Prix
  - 2e du Chepstow Grand Prix
- 2016
  - 1re étape du Tour of the Reservoir
  - Stafford Kermesse
  - 2e du Colne Grand Prix
- 2017
  - 2e étape du Tour of the Reservoir
- 2018
  - Tour of the Reservoir :
    - Classement général
    - 2e étape

  - Lister Horsfall Grand Prix
  - 2e du Klondike Grand Prix
- 2019
  - Lister Horsfall Grand Prix

### Classements mondiaux
| Année           | 2013 | 2014 |
| --------------- | ---- | ---- |
| UCI Europe Tour | 993e | 228e |

## Palmarès en cyclo-cross
- 2007-2008[2]
  - 3e du championnat de Grande-Bretagne de cyclo-cross cadets
- 2008-2009
  -  Champion de Grande-Bretagne de cyclo-cross juniors
- 2009-2010
  - 2e du championnat de Grande-Bretagne de cyclo-cross juniors